# La Beguda
Labeguda (en francès Labégude) és un municipi francès situat al departament de l'Ardecha i a la regió d'Alvèrnia-Roine-Alps. L'any 2007 tenia 1.364 habitants.

## Demografia

### Població
El 2007 la població de fet de Labégude era de 1.364 persones. Hi havia 692 famílies de les quals 304 eren unipersonals (120 homes vivint sols i 184 dones vivint soles), 208 parelles sense fills, 112 parelles amb fills i 68 famílies monoparentals amb fills.
La població ha evolucionat segons el següent gràfic:
Habitants censats

### Habitatges
El 2007 hi havia 857 habitatges, 713 eren l'habitatge principal de la família, 46 eren segones residències i 99 estaven desocupats. 493 eren cases i 352 eren apartaments. Dels 713 habitatges principals, 377 estaven ocupats pels seus propietaris, 314 estaven llogats i ocupats pels llogaters i 21 estaven cedits a títol gratuït; 19 tenien una cambra, 100 en tenien dues, 202 en tenien tres, 227 en tenien quatre i 166 en tenien cinc o més. 507 habitatges disposaven pel capbaix d'una plaça de pàrquing. A 394 habitatges hi havia un automòbil i a 195 n'hi havia dos o més.

### Piràmide de població
La piràmide de població per edats i sexe el 2009 era:
| Homes | Edats   | Dones |
| ----- | ------- | ----- |
| 4     | 95 o +  | 4     |
| 4     | 90 a 94 | 0     |
| 12    | 85 a 89 | 24    |
| 4     | 80 a 84 | 16    |
| 52    | 75 a 79 | 48    |
| 36    | 70 a 74 | 92    |
| 36    | 65 a 69 | 44    |
| 44    | 60 a 64 | 40    |
| 36    | 55 a 59 | 28    |
| 36    | 50 a 54 | 64    |
| 16    | 45 a 49 | 36    |
| 44    | 40 a 44 | 24    |
| 44    | 35 a 39 | 44    |
| 52    | 30 a 34 | 48    |
| 68    | 25 a 29 | 32    |
| 40    | 20 a 24 | 24    |
| 24    | 15 a 19 | 20    |
| 40    | 10 a 14 | 36    |
| 16    | 5 a 9   | 44    |
| 12    | 0 a 4   | 20    |

## Economia
El 2007 la població en edat de treballar era de 788 persones, 543 eren actives i 245 eren inactives. De les 543 persones actives 430 estaven ocupades (236 homes i 194 dones) i 115 estaven aturades (50 homes i 65 dones). De les 245 persones inactives 104 estaven jubilades, 44 estaven estudiant i 97 estaven classificades com a «altres inactius».

### Ingressos
El 2009 a Labégude hi havia 682 unitats fiscals que integraven 1.329 persones, la mediana anual d'ingressos fiscals per persona era de 14.841 €.

### Activitats econòmiques
Dels 91 establiments que hi havia el 2007, 1 era d'una empresa extractiva, 1 d'una empresa alimentària, 2 d'empreses de fabricació d'elements pel transport, 4 d'empreses de fabricació d'altres productes industrials, 14 d'empreses de construcció, 21 d'empreses de comerç i reparació d'automòbils, 3 d'empreses de transport, 11 d'empreses d'hostatgeria i restauració, 1 d'una empresa d'informació i comunicació, 2 d'empreses financeres, 7 d'empreses immobiliàries, 6 d'empreses de serveis, 11 d'entitats de l'administració pública i 7 d'empreses classificades com a «altres activitats de serveis».
Dels 35 establiments de servei als particulars que hi havia el 2009, 1 era una oficina de correu, 5 tallers de reparació d'automòbils i de material agrícola, 1 taller d'inspecció tècnica de vehicles, 2 paletes, 3 guixaires pintors, 6 fusteries, 2 lampisteries, 3 perruqueries, 9 restaurants, 1 agència immobiliària i 2 salons de bellesa.
Dels 7 establiments comercials que hi havia el 2009, 1 era una gran superfície de material de bricolatge, 2 fleques, 2 carnisseries, 1 una llibreria i 1 una botiga d'electrodomèstics.

## Equipaments sanitaris i escolars
L'únic equipament sanitari que hi havia el 2009 era una farmàcia.
El 2009 hi havia 1 escola maternal i 2 escoles elementals.

## Poblacions més properes
El següent diagrama mostra les poblacions més properes.